# Trưởng Ban Dân vận Trung ương Đảng Cộng sản Việt Nam
Trưởng ban Dân vận Trung ương Đảng Cộng sản Việt Nam hay còn được gọi Trưởng ban Dân vận Trung ương, là người đứng đầu đồng thời là chủ tọa các hội nghị của Ban Dân vận Trung ương Đảng Cộng sản Việt Nam. Chức vụ do Bộ Chính trị Ban Chấp hành Trung ương Đảng Cộng sản Việt Nam phân công. 
Ban Dân vận Trung ương được tổ chức gồm Trưởng ban, Phó trưởng ban thường trực, và các Phó trưởng ban. Đồng thời là cơ quan tham mưu của Ban Chấp hành Trung ương mà trực tiếp và thường xuyên là Bộ Chính trị, Ban Bí thư về chủ trương, chính sách và giải pháp lớn về công tác dân vận, vì vậy chức vụ thường là Ủy viên Bộ chính trị, Bí thư Trung ương Đảng .
Trưởng ban Dân vận Trung ương còn chịu trách nhiệm trước Ban Chấp hành Trung ương, Bộ Chính trị, Ban Bí thư về toàn bộ hoạt động của Ban.
Ngày 3 tháng 2 năm 2025, Ban này được hợp nhất với Ban Tuyên giáo Trung ương thành Ban Tuyên giáo và Dân vận Trung ương, chính vì thế chức vụ này cũng kết thúc.

## Lịch sử
Ngày 29/3/1976, Bộ Chính trị ra Nghị quyết số 249 thành lập Ban Dân vận và Mặt trận Trung ương. Bộ Chính trị ban hành nghị quyết phân công Xuân Thủy kiêm nhiệm Trưởng ban.
Vào tháng 7/1978, Bộ Chính trị phân công Nguyễn Văn Linh làm trưởng ban thay thế cho Xuân Thủy đảm nhiệm nhiệm vụ khác.
Để phù hợp với thời kỳ mới, ngày 17/3/1981, Ban Bí thư Trung ương ra quyết định tách Ban Dân vận và Mặt trận Trung ương thành lập Ban Dân vận Trung ương và Đảng đoàn Mặt trận Tổ quốc Việt Nam.

## Quyền hạn và nhiệm vụ
Trưởng ban Dân vận Trung ương có quyền hạn và nhiệm vụ sau:
- Chủ trì các hội nghị lãnh đạo Ban; chỉ đạo, kiểm tra, đôn đốc thục hiện các chương trình, kế hoạch công tác của Ban; phân công các phó trưởng ban thực hiện các nhiệm vụ được giao.
- Trực tiếp phụ trách công tác tổ chức - cán bộ; công tác kế hoạch, tài chính, đối ngoại và các nhiệm vụ trọng tâm của Ban trong từng thời kỳ; theo dõi và tham gia ý kiến đối với công tác cán bộ trong khối cơ quan dân vận Trung ương theo quy định của Bộ Chính trị, Ban Bí thư.
- Phối hợp với Đảng ủy Khối các cơ quan Trung ương về công tác xây dựng đảng trong khối. Thực hiện mối quan hệ công tác với Ban Cán sự Đảng Chính phủ, Đảng đoàn Quốc hội, Đảng đoàn Mặt trận Tổ quốc và các đoàn thể chính trị - xã hội Trung ương, với Ban Bí thư Trung ương Đoàn Thanh niên cộng sản Hồ Chí Minh và các ban Đảng, ban cán sự đảng trực thuộc Trung ương.
- Là chủ tài khoản của cơ quan Ban Dân vận Trung ương.
- Phê duyệt đề cương, kế hoạch nghiên cứu, các đề tài, đề án do Ban chủ trì.
- Phân công cho Phó Trưởng ban một số lĩnh vục công tác của Ban theo dõi địa bàn; phụ trách, chỉ đạo một số vụ, đơn vị thuộc Ban; thực hiện nhiệm vụ đột xuất.
- Ký các văn bản báo cáo trình Bộ Chính trị, Ban Bí thư; các quyết định thành lập, giải thể các vụ, đơn vị trực thuộc Ban; quyết định đề bạt, bổ nhiệm, luân chuyển, khen thưởng, miễn nhiệm, kỷ luật đối với cán bộ cấp trưởng các vụ, đơn vị thuộc Ban; các văn bản liên quan đến các Phó trưởng ban.
- Ủy quyền cho Phó trưởng ban thực hiện một số công việc thuộc thẩm quyền.
- Ủy quyền cho Phó Trưởng ban Thường trực làm tờ trình Bộ Chính trị, Ban Bí thư về các đề án, dự án công tác dân vận và các văn bản khác.
- Thực hiện các nhiệm vụ khác do Bộ Chính trị, Ban Bí thư phân công.

## Chế độ đãi ngộ
Do Trưởng ban Dân vận Trung ương thường là Bí thư Trung ương Đảng hoặc Ủy viên Bộ Chính trị do đó được hưởng đầy đủ chế độ đãi ngộ của Bí thư Trung ương Đảng và Ủy viên Bộ Chính trị. Ngoài ra Trưởng ban Dân vận Trung ương còn được bổ sung thêm chế độ sau:

### Trợ lý, Thư ký
Trưởng ban Dân vận Trung ương có ít nhất 1 trợ lý và 1 thư ký:
- Trợ lý có nhiệm vụ nghiên cứu, tham mưu, giúp việc Trưởng ban các vấn đề thuộc lĩnh vực mình được phân công và các vấn đề khác có liên quan khi Trưởng ban yêu cầu và chịu trách nhiệm về kết quả nghiên cứu, tư vấn, giúp việc của mình. Được dự các cuộc họp của Ban và của lãnh đạo Ban, trừ họp về công tác tổ chức cán bộ.
- Thư ký có trách nhiệm phối hợp với Văn phòng Trung ương Đảng, Văn phòng và các vụ, đơn vị trong cơ quan để thực hiện chương trình công tác của Trưởng ban; chịu trách nhiệm trực tiếp trước Trưởng ban về những công việc được giao. Được dự các cuộc họp của Ban và của lãnh đạo Ban, trừ họp về công tác tổ chức cán bộ.
- Thực hiện chức năng, nhiệm vụ khác theo quy định của Bộ Chính trị, Ban Bí thư.

## Lãnh đạo qua các thời kỳ
| STT | Họ và tên         | Nhiệm kỳ       | Chức vụ                                                   | Ghi chú                                                   |
| --- | ----------------- | -------------- | --------------------------------------------------------- | --------------------------------------------------------- |
| 1   | Xuân Thủy         | 3/1976-7/1978  | Bí thư Trung ương Đảng                                    | Trưởng ban Dân vận và Mặt trận Trung ương Đảng            |
| 2   | Nguyễn Văn Linh   | 7/1978-1980    | Ủy viên Bộ Chính trị Bí thư Trung ương Đảng               | Trưởng ban Dân vận và Mặt trận Trung ương Đảng            |
| 3   | Trần Quốc Hoàn    | 1980-1986      | Bí thư Trung ương Đảng (đến 1982) Ủy viên Trung ương Đảng | Trưởng ban Dân vận Trung ương Đảng Mất khi đang tại nhiệm |
| 4   | Vũ Oanh           | 1986-1987      | Bí thư Trung ương Đảng (từ 12/1986)                       |                                                           |
| 5   | Phan Minh Tánh    | 1987-1996      | Ủy viên Trung ương Đảng                                   |                                                           |
| 6   | Phạm Thế Duyệt    | 1996-12/1997   | Ủy viên Bộ Chính trị                                      |                                                           |
| 7   | Nguyễn Minh Triết | 12/1997-1/2000 | Ủy viên Bộ Chính trị                                      |                                                           |
| 8   | Trương Quang Được | 1/2000-5/2002  | Ủy viên Bộ Chính trị (từ 2001)                            |                                                           |
| 9   | Tòng Thị Phóng    | 5/2002-7/2007  | Bí thư Trung ương Đảng                                    |                                                           |
| 10  | Hà Thị Khiết      | 7/2007-2/2016  | Bí thư Trung ương Đảng                                    |                                                           |
| 11  | Trương Thị Mai    | 2/2016-4/2021  | Ủy viên Bộ Chính trị Bí thư Trung ương Đảng               |                                                           |
| 12  | Bùi Thị Minh Hoài | 4/2021-7/2024  | Ủy viên Bộ Chính trị (từ 2024) Bí thư Trung ương Đảng     |                                                           |
| 13  | Mai Văn Chính     | 8/2024-nay     | Ủy viên Trung ương Đảng                                   |                                                           |